# ビタミンC60バイオリサーチ
ビタミンC60バイオリサーチ株式会社は、フラーレンを用いた化粧品原料の開発・製造・販売を行う三菱商事系列の会社である。

## 概要
1993年、フラーレンに興味を持った米国三菱商事は、フラーレンの物質特許を取得した。フラーレンのライフサイエンス向けの用途を開発し販売する事業会社として設立され、フラーレンの抗酸化力に注目した化粧品原料を開発・製造・販売している。

## 製品
化粧品で一般に使用する水や油に溶解しにくい、また凝集性の強いフラーレンを、化粧品に配合しやすい形に加工し販売している。
- RadicalSponge : 水溶性高分子のPVPにフラーレンを包接させ可溶化
- LipoFullerene : スクワランにフラーレンを溶解
- MoistFullerene : 水添レシチンとフィトステロールによるフラーレンリポソーム前駆体
- Veil Fullerene : シリカに内包させることによりフラーレンを分散